# Serie A2 (pallavolo maschile)
La Serie A2, denominata per ragioni di sponsorizzazione Serie A2 Credem Banca, è la seconda più importante categoria del campionato italiano di pallavolo maschile.
Creata nel 1977 in seguito alla divisione della Serie A in due categorie, raccoglie oggi quattordici squadre, ed è organizzata dalla Lega Pallavolo Serie A secondo le direttive della Federazione Italiana Pallavolo (FIPAV). La Serie A2 decide le squadre destinate alla Superlega e quelle relegate in Serie A3. Le partecipanti al campionato prendono parte alla Coppa Italia di Serie A2 e alla Supercoppa italiana di Serie A2, a loro riservate.
Con l'inizio della stagione 2024-2025 il campionato maschile di Serie A2 è giunto alla sua 48ª edizione.

## Regolamento
La Serie A2, strutturata attualmente in un girone unico, si compone di due fasi:
- la regular season, in cui le partecipanti si sfidano in un girone all'italiana con gare di andata e ritorno. In questa fase vengono decretati i nomi delle squadre destinate a prendere parte ai play-off e delle squadre retrocesse in Serie A3;
- i play-off promozione, strutturati su quarti di finale, semifinali e finali. La vincitrice ottiene la promozione in Superlega.

Il posizionamento in classifica al termine del girone d'andata determina la qualificazione alla Coppa Italia di Serie A2.

## Storia del campionato
A metà degli anni settanta, una riforma del campionato previde l'allargamento della Serie A a sedici squadre nella stagione 1975-76 e a ventiquattro squadre nel 1976-77. I piazzamenti di quest'ultimo torneo sancirono la divisione delle squadre in due categorie, la Serie A1, da dodici squadre, e l'A2, che si disputò per la prima volta nel 1977-78 e che raccolse venti squadre divise in due gironi; le vincitrici dei due gironi venivano promosse in A1. Le squadre aumentarono a dodici per girone nel campionato 1980-81.
Nel 1983-84 le vincitrici dei due gironi furono ammesse per la prima volta a disputare i play-off scudetto contro la 7ª e l'8ª classificata di Serie A1. Questa consuetudine durò fino al 1989. Nell'annata 1985-86 la creazione degli spareggi tra la terzultima e la quartultima classificata di A1 e le seconde classificate dell'A2 aumentò le possibilità di promozione per le squadre della divisione cadetta. Nel 1987 le squadre di A2 e A1 si unirono nella Lega Pallavolo Serie A, allo scopo di organizzare meglio le rispettive attività agonistiche.
Sul finire degli anni ottanta le squadre si ridussero di numero, allo scopo di creare una Serie A2 a girone unico. L'obiettivo fu raggiunto nel 1989-90, con sedici formazioni al via, tre promozioni e quattro retrocessioni. Nel 1997-98 si disputarono per la prima volta i play-off promozione e nacque la Coppa Italia di Serie A2, abbandonando la Coppa Italia, riservata a partire dal 1998 alle sole formazioni del massimo campionato. Per la sola stagione 2002-03 il numero di club dell'A2 fu ridotto a quattordici, a causa di diverse defezioni. Le squadre tornarono sedici già dalla stagione successiva.
Nella stagione 2017-18 i club partecipanti tornarono ad essere suddivisi in due gironi, il "girone bianco" da 11 squadre e il "girone blu" da 12 squadre, con una promozione in Superlega e 4 retrocessioni in Serie B, mentre in quella successiva il numero venne aumentato a 27 in previsione dell'istituzione del campionato di Serie A3, con una sola promozione e sedici retrocessioni. Nell'edizione 2019-20 il torneo torna a girone unico con 12 formazioni al via, aumentate a 13 per la stagione 2021-22 e a 14 per l'annata successiva.